# Оттенбах (Цюрих)
Оттенбах (нім. Ottenbach ZH) — громада  в Швейцарії в кантоні Цюрих, округ Аффольтерн.

## Географія
Громада розташована на відстані близько 85 км на північний схід від Берна, 15 км на південний захід від Цюриха.
Оттенбах має площу 5 км², з яких на 20,8% дозволяється будівництво (житлове та будівництво доріг), 54,7% використовуються в сільськогосподарських цілях, 20,4% зайнято лісами, 4,2% не є продуктивними (річки, льодовики або гори).

## Демографія
2019 року в громаді мешкало 2588 осіб (+7,4% порівняно з 2010 роком), іноземців було 13,1%. Густота населення становила 516 осіб/км².
За віковим діапазоном населення розподілялося таким чином: 20,2% — особи молодші 20 років, 58,5% — особи у віці 20—64 років, 21,4% — особи у віці 65 років та старші. Було 1128 помешкань (у середньому 2,3 особи в помешканні).
Із загальної кількості 683 працюючих 38 було зайнятих в первинному секторі, 237 — в обробній промисловості, 408 — в галузі послуг.